# Marie Majerová
Marie Majerová (Úvaly, 1 de febrero de 1882-Praga, 16 de enero de 1967) fue una escritora y traductora checa.

## Biografía
Marie Majerová nació en el seno de una familia de clase trabajadora, y creció en Kladno. 
Cuando tenía dieciséis años, comenzó a trabajar como sirvienta en Budapest. Posteriormente, completó su educación en Praga, París y Viena, hasta convertirse en novelista, poeta, periodista, autora juvenil y traductora.
Fue miembro del Partido Comunista Checoslovaco desde sus inicios y también estuvo involucrada en el movimiento feminista.

## Trayectoria
Majerová realizó una estancia en París, durante los años 1906 y 1907. Escribió en francés y tradujo obras de Honoré de Balzac, Gustave Flaubert, Théophile Gautier, Víctor Hugo y Mirbeau. Su primera etapa narrativa estuvo influida por los cánones del naturalismo francés. En 1907 publicó una colección de cuentos Povídky z pekla a jiné (Historias del infierno y otras historias) y la novela Panenství (La doncella). En su escritura se centró en la opresión de la clase trabajadora y de las mujeres. 
Durante ese mismo año 1907, fue editora del diario socialdemócrata Práva lidu, de Praga. Años más tarde volverá a ser editora de una revista semanal llamada Čin, también de Praga, entre los años 1929 y 1938. 
Perteneció al Partido Socialdemócrata (1908-1921), entonces miembro fundador del Partido Comunista Checoslovaco.
Marie Majerová se dio a conocer sobre todo por sus novelas enmarcadas en el realismo social: El más bello de los mundos (1923) y Sirena (1935), en las que describió los ambientes mineros del Kladno de finales del siglo XIX. 
Escribió numerosos relatos infantiles como La pequeña Robinson (1940), de novelas con temática sobre mujeres como Hijas de mi patria (1910) y su obra autobiográfica Páginas íntimas (1966). También escribió reportajes periodísticos.
La mayor parte de sus novelas fueron llevadas al cine. La película Virginity (1937), dirigida por Otakar Vávra, se basó en su novela Panenství. Su novela Siréna fue la base del guion de la película de 1947 del mismo nombre con título en inglés The Strike, dirigida por Karel Steklý y que recibió un León de Oro en el Festival de Cine de Venecia.
El autor checo-canadiense Josef Škvorecký dijo que su personaje Marie Burdychova en The Miracle Game estaba basado físicamente en Marie Majerová.
Con motivo del centenario de su nacimiento, en 1982 se realizó una medalla de bronce grabada con su rostro y las fechas del aniversario en el Museo Británico de Londres.

## Obra
- Náměstí republiky (plaza de la República). novela (1914)
- Nejkrásnější svět (El más bello de los mundos), novela (1920)
- Mučenky (Passionflowers), cuentos (1924)
- Přehrada (El granjero), novela (1932)
- Siréna (La sirena), novela (1935)
- Havířská balada (Balada de un minero) (1938)
- Spisy, obra recopilada en 19 volúmenes (1962)